# Rudolf Andersen
Carl Rudolf Svend (Rudolf) Andersen (Kopenhagen, 11 augustus 1899 - Kopenhagen, 7 juli 1983) was een Deens turner. 
Andersen won met de Deense ploeg olympisch goud in de landenwedstrijd vrij systeem tijdens de Olympische Zomerspelen 1920 in het Belgische Antwerpen.

## Resultaten

### Olympische Zomerspelen
| Jaar | Plaats    | Resultaten                         |
| ---- | --------- | ---------------------------------- |
| 1920 | Antwerpen | in de landenwedstrijd vrij systeem |